# Cedric Hardwicke
Sir Cedric Hardwicke (Lye, 19 febbraio 1893 – New York, 6 agosto 1964) è stato un attore britannico.

## Biografia
Nacque nel villaggio di Lye in Inghilterra, figlio di Edwin Hardwicke e sua moglie Jessie Masterson. Frequentò la scuola di Bridgnorth in Shropshire. Nel 1912 ottenne il suo primo ruolo teatrale a Londra nell'opera Il monaco e la donna, in cui ricoprì il ruolo di Frate John. In quegli anni iniziò a lavorare in diversi teatri londinesi, fino a quando non si unì alla compagnia di Francis Robert Benson, viaggiando per tutta l'Inghilterra.
Dal 1914 al 1921 servì l'esercito britannico in Francia. Lavorò in opere classiche quali Pigmalione, Antigone e Cesare e Cleopatra. Le sue doti artistiche vennero apprezzate a tal punto che l'attore ricevette il titolo di Cavaliere dell'Ordine dell'Impero britannico a soli 41 anni.
Suo figlio Edward Hardwicke, divenuto anch'egli attore, è famoso per la seconda interpretazione del personaggio del Dottor Watson nella serie televisiva Le avventure di Sherlock Holmes, prodotta dal 1984 al 1995.

## A Hollywood
Nel 1939 si trasferì a Hollywood per seguire la carriera cinematografica, benché continuasse a svolgere l'attività teatrale a New York. Nel 1944 tornò in Inghilterra e nel 1945 di nuovo in America.
Dagli anni trenta si distinse sul grande schermo in opere quali I miserabili (1934) e Le miniere di re Salomone (1937). Interpretò inoltre i ruoli di importanti personaggi storici, come re Artù ne La corte di re Artù (1949) e il faraone Seti I ne I dieci comandamenti di Cecil B. DeMille (1956). Memorabili e allo stesso tempo inquietanti le interpretazioni di Frollo in Notre Dame (1939), al fianco di Charles Laughton e del serial killer psicopatico nel noir Lo sparviero di Londra (1947).
Morì a New York nel 1964, all'età di 71 anni. Dopo la cremazione, le sue ceneri furono disperse al Golders Green Crematorium, a Londra.

## Filmografia

### Cinema
- Dreyfus, regia di F. W. Kraemer e Milton Rosmer (1931)
- Rome Express, regia di Walter Forde (1932)
- The Ghoul, regia di T. Hayes Hunter (1933)
- Il diavolo in caserma (Orders Is Orders), regia di Walter Forde (1934)
- La favorita di Carlo II (Nell Gwyn), regia di Herbert Wilcox (1934)
- Il sergente di ferro (Les misérables), regia di Richard Boleslawski (1935)
- Becky Sharp, regia di Rouben Mamoulian (1935)
- La vita futura (Things to Come), regia di William Cameron Menzies (1936)
- Destino di sangue (Tudor Rose), regia di Robert Stevenson (1936)
- La luce verde (Green Light), regia di Frank Borzage (1937)
- Le miniere di re Salomone (King Solomon's Mines), regia di Robert Stevenson (1937)
- L'esploratore scomparso (Stanley e Livingstone), regia di Henry King e Otto Brower (1939)
- Notre Dame (The Hunchback of Notre Dame), regia di William Dieterle (1939)
- Il ritorno dell'uomo invisibile (The Invisible Man Returns), regia di Joe May (1940)
- Non sono una spia (Tom Brown School Days), regia di Robert Stevenson (1940)
- Quelli della Virginia (The Howards of Virginia), regia di Frank Lloyd (1940)
- Vittoria (Victory), regia di John Cromwell (1940)
- Il sospetto (Suspicion), regia di Alfred Hitchcock (1941)
- Inferno nel deserto (Sundown), regia di Henry Hathaway (1941)
- Il terrore di Frankenstein (The Ghost of Frankenstein), regia di Erle C. Kenton (1942)
- La valle degli uomini rossi (Valley of the Sun), regia di George Marshall (1942)
- Joe l'inafferrabile (Invisible Agent), regia di Edwin L. Marin (1942)
- Uragano all'alba (Commandos Strikes at Dawn), regia di John Farrow (1942)
- Per sempre e un giorno ancora (Forever and a Day), regia di Edmund Goulding e Cedric Hardwicke (1943)
- La luna è tramontata (The Moon Is Down), regia di Irving Pichel (1943)
- La croce di Lorena (The Cross of Lorraine), regia di Tay Garnett (1943)
- Le chiavi del paradiso (The Keys of the Kingdom), regia di John M. Stahl (1944)
- Il pensionante (The Lodger), regia di John Brahm (1944)
- Wilson, regia di Henry King (1944)
- La nave senza nome (Wing and a Prayer), regia di Henry Hathaway (1944)
- Il ritratto di Dorian Gray (The Picture of Dorian Gray), regia di Albert Lewin (1945) (narratore, non accreditato)
- Non dirmi addio (Sentimental Journey), regia di Walter Lang (1946)
- Felicità proibita (Beware of Pity), regia di Maurice Elvey (1946)
- Lo sparviero di Londra (Lured), regia di Douglas Sirk (1947)
- I misteri di Londra (The Life and Adventures of Nicholas Nickleby), regia di Alberto Cavalcanti (1947)
- La donna di quella notte (The Imperfect Lady), regia di Lewis Allen (1947)
- La sfinge del male (Ivy), regia di Sam Wood (1947)
- La grande conquista (Tycoon), regia di Richard Wallace (1947)
- Mamma ti ricordo (I Remember Mama), regia di George Stevens (1948)
- Il sorriso della Gioconda (A Woman's Vengeance), regia di Zoltán Korda (1948)
- Nodo alla gola (Rope), regia di Alfred Hitchcock (1948)
- Si svelarono le stelle (Song of My Heart), regia di Benjamin Glazer (1948)
- Tutto mi accusa (The Winslow Boy), regia di Anthony Asquith (1948)
- La corte di re Artù (A Connecticut Yankee in King Arthur's Court), regia di Tay Garnett (1949)
- La torre bianca (The White Tower), regia di Ted Tetzlaff (1950)
- Rommel, la volpe del deserto (The Desert Fox: The Story of Rommel), regia di Henry Hathaway (1951)
- Il guanto verde (The Green Glove), regia di Rudolph Maté (1952)
- L'oro dei Caraibi (Caribbean), regia di Edward Ludwig (1952)
- Salomè, regia di William Dieterle (1953)
- I deportati di Botany Bay (Botany Bay), regia di John Farrow (1953)
- La guerra dei mondi (The War of the Worlds), regia di Byron Haskin (1953) (voce)
- Riccardo III (Richard III), regia di Laurence Olivier (1955)
- Diana la cortigiana (Diane), regia di David Miller (1956)
- Elena di Troia (Helen of Troy), regia di Robert Wise (1956)
- Gaby, regia di Curtis Bernhardt (1956)
- Il re vagabondo (The Vagabond King), regia di Michael Curtiz (1956)
- I dieci comandamenti (The Ten Commandments), regia di Cecil B. De Mille (1956)
- I filibustieri della finanza (The Power and the Prize), regia di Henry Koster (1956)
- Il giro del mondo in 80 giorni (Around the World in Eighty Days), regia di Michael Anderson (1956)
- L'inferno ci accusa (The Story of Mankind), regia di Irwin Allen (1957)
- Faccia d'angelo (Baby Face Nelson), regia di Don Siegel (1957)
- Cinque settimane in pallone (Five Weeks in a Balloon), regia di Irwin Allen (1962)
- Frenesia del piacere (The Pumpkin Eater), regia di Jack Clayton (1964)

### Televisione
- General Electric Theater – serie TV, episodio 1x04 (1953)
- TV Reader's Digest – serie TV, episodi 2x03 (1955)
- Climax! – serie TV, episodi 1x25-1x34-2x17-2x40-3x05-3x26 (1955-1957)
- Alfred Hitchcock presenta (Alfred Hitchcock Presents) – serie TV, episodi 2x01-2x33 (1956-1957)
- The DuPont Show of the Month – serie TV, episodio 1x02 (1957)
- Mr. Adams and Eve – serie TV, episodio 2x09 (1957)
- Ai confini della realtà (The Twilight Zone) – serie TV, episodio 5x08 (1963)
- La legge di Burke (Burke's Law) – serie TV, episodio 1x01 (1963)

## Doppiatori italiani
Nelle versioni in italiano dei suoi film, Cedric Hardwicke è stato doppiato da:
- Mario Besesti in Sfinge del male, La grande conquista, Il sorriso della Gioconda, Riccardo III, I dieci comandamenti
- Giorgio Capecchi ne La croce di Lorena, Nodo alla gola, Il guanto verde, I deportati di Botany Bay, Cinque settimane in pallone
- Luigi Pavese ne L'oro dei Caraibi, Diana la cortigiana, Gaby, I filibustieri della finanza, Il giro del mondo in 80 giorni
- Olinto Cristina ne La corte di re Artù, Elena di Troia
- Nerio Bernardi ne Il sospetto
- Guido Notari ne Il terrore di Frankenstein
- Sandro Ruffini in Notre Dame
- Corrado Racca ne Le chiavi del paradiso
- Mario Pisu in Quelli della Virginia
- Augusto Marcacci in Inferno nel deserto
- Carlo Romano in Rommel, la volpe del deserto
- Nino Pavese in Salomè
- Manlio Busoni ne Il re vagabondo
- Renato Cominetti ne La grande conquista (ridoppiaggio)
- Sergio Graziani in Mamma ti ricordo (ridoppiaggio)[4]

Da doppiatore è sostituito da:
- Corrado Racca ne Il ritratto di Dorian Gray
- Vittorio Cramer ne La guerra dei mondi